# Walter Simon (Basketballspieler)
Walter Simon (* 12. Juli 1989 in Dresden) ist ein deutscher Basketballspieler.

## Laufbahn
Simon begann in seiner Heimatstadt beim USV TU Dresden mit dem Basketball, ehe er als Jugendlicher aufgrund der besseren sportlichen Perspektiven nach Berlin ging, um seine Entwicklung am dortigen Schul- und Leistungssportzentrum fortzusetzen. Er spielte in der Nachwuchsabteilung von Alba Berlin, dessen damaligen Kooperationsverein TuS Lichterfelde und kam für die zweite Herrenmannschaft in der ersten Regionalliga zum Einsatz.
2009 ging Simon in die Vereinigten Staaten und spielte bis 2011 an der Cumberland University im Bundesstaat Tennessee. In dieser Zeit kam er in insgesamt 59 Spielen der NAIA zum Einsatz und bilanzierte im Schnitt 11,2 Punkte und 6,1 Rebounds pro Partie.
Von 2011 bis 2013 stand Simon bei den Uni-Riesen Leipzig jeweils eine Saison in der 2. Bundesliga ProB und 2. Bundesliga ProA unter Vertrag. 2013 folgte der Wechsel in die Basketball-Bundesliga zum Mitteldeutschen BC. Er bestritt 17 Bundesliga-Spiele (Punkteschnitt: 1,2) für den MBC und wurde für die Spielzeit 2014/15 in die zweite Liga zum BV Chemnitz 99 ausgeliehen.
2015 unterschrieb er einen Vertrag bei den Dresden Titans und erreichte mit der Mannschaft das ProB-Halbfinale. Aufgrund des Verzichts anderer Anwärter stieg Dresden in die ProA auf, dort wurde Simon Mannschaftskapitän. Allerdings wurde im ersten Jahr nach dem Aufstieg in die ProA der Klassenverbleib verpasst, Simon stieg mit Dresden direkt wieder in die ProB ab.
Nach seinem Abschied aus Dresden im Anschluss an die Saison 2016/17 ging Simon aus beruflichen Gründen nach Mittelfranken und spielte fortan beim TSV Ansbach in der ersten Regionalliga.